# Ann Coffey
Margaret Ann Coffey (nascida Brown, nascida 31 de agosto, 1946) é uma política britânica que foi membro do Parlamento (MP) para Stockport de 1992 até 2019. Ex-membro do Partido Trabalhista, ela saiu do partido para formar o Change UK. Ela é, agora, uma política independente.
Coffey renunciou ao Partido Trabalhista em 2019 em protesto contra a liderança de Jeremy Corbyn e, com seis outros políticos, formou o Change UK.